# Maria Krzyszkowska

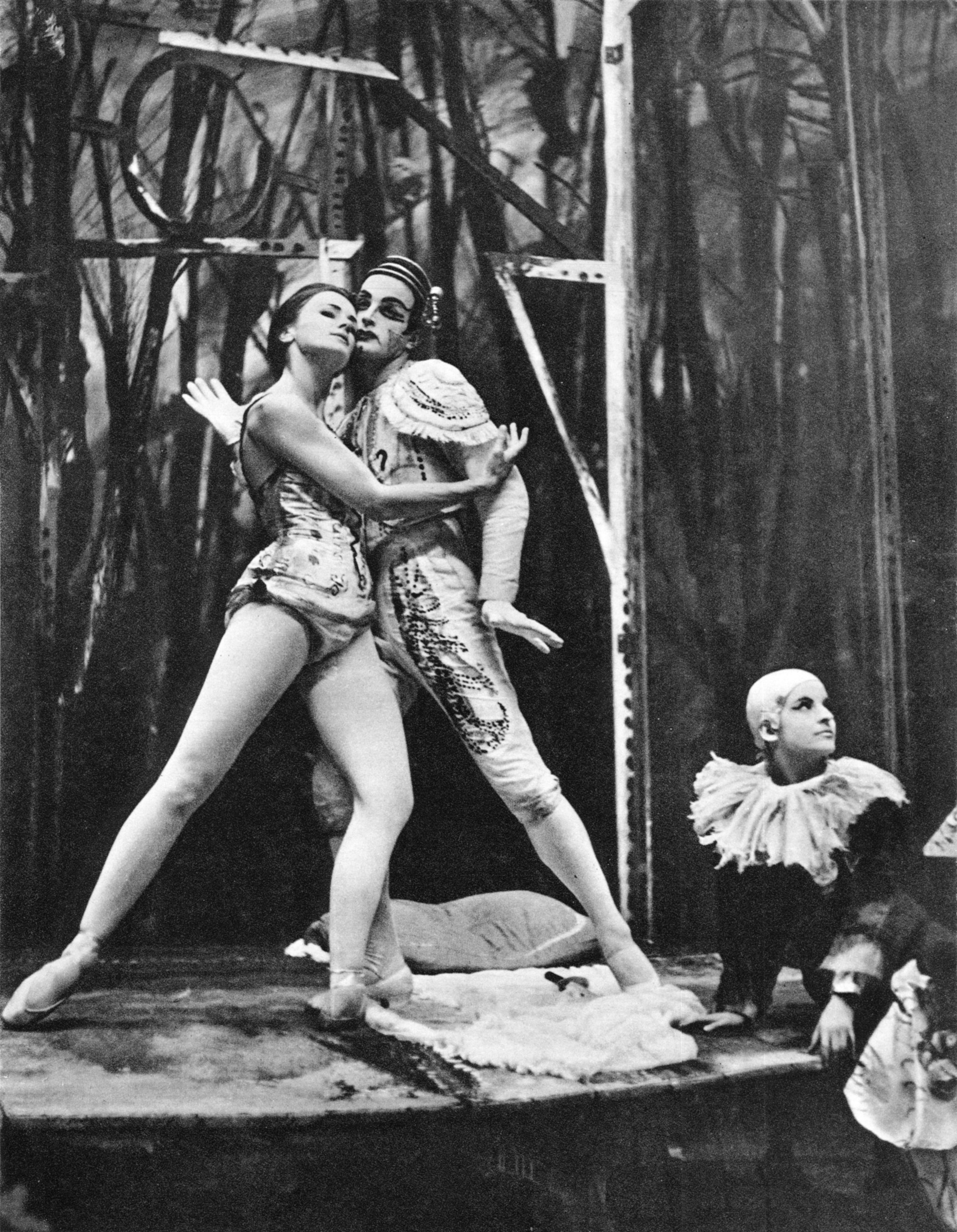
Maria Krzyszkowska i Witold Gruca w balecie Czerwony płaszcz Luigiego Nono w choreografii Françoise Adret, Państwowa Opera Warszawska, 1962

Maria Krzyszkowska, I voto Wójcikowska, II voto Nowicka (ur. 11 listopada 1925 w Warszawie, zm. 28 września 2014 w Legionowie) – artystka baletu, primabalerina Państwowej Opery Warszawskiej i Teatru Wielkiego w Warszawie w latach 1962–1977, a także kierowniczka baletu Teatru Wielkiego w latach 1970–1980 i 1985–1995.

## Kariera artystyczna
Uczyła się tańca u przedwojennej baleriny Ireny Szymańskiej w jej Szkole Tańca Artystycznego i Rytmiki (1937–1939) oraz u Leona Wójcikowskiego (1940–1944) w Prywatnej Szkole Baletu Zofii Pflanz-Dróbeckiej. Pierwsze ślady jej występów tanecznych odnajdujemy na afiszach poranków artystycznych w okupowanej Warszawie. Promowana przez Leona Wójcikowskiego, w latach 1942–1944 tańczyła okazjonalnie w Café-Varieté-Restauracja „Janusz” przy ulicy Tłomackie 13 oraz w Varieté „Maxim” w wieżowcu Prudentialu przy ówczesnym Placu Napoleona 9, a także Teatrze Rozmaitości Jar przy ulicy Senatorskiej 29.
Oto jej aktywność zawodowa:
- 1942–1944: występy estradowe w warszawskich kawiarniach
- 1946–1947: występy estradowe w duecie z Leonem Wójcikowskim[8]
- 1947–1950: solistka muzycznego Teatru Nowego w Warszawie
- 1950–1953: primabalerina Opery Poznańskiej
- 1953–1961: solistka baletu Państwowej Opery Warszawskiej
- 1962–1965: primabalerina Państwowej Opery Warszawskiej
- 1965–1977: primabalerina Teatru Wielkiego w Warszawie
- 1970–1980: kierowniczka baletu Teatru Wielkiego w Warszawie
- 1985–1995: kierowniczka baletu Teatru Wielkiego w Warszawie
- 1995–1998: kierowniczka baletu Teatru Muzycznego „Roma”.

## Życie prywatne
Urodziła się w rodzinie Stanisława (1888–1949) i Marii Krzyszkowskich (1888–1967). W latach 1950–1961 jej mężem był tancerz, choreograf i pedagog Leon Wójcikowski (1899–1975). Po rozwodzie z nim, w 1961 związała się ze śpiewakiem-barytonem Zbigniewem Nowickim (1930–1990), wieloletnim sekretarzem teatralnej organizacji PZPR najpierw w Państwowej Operze Warszawskiej, a potem w Teatrze Wielkim, którego poślubiła niedługo przed jego śmiercią. 
Po 1998 wycofała się z aktywności zawodowej i resztę życia spędziła samotnie w swoim warszawskim mieszkaniu przy Rynku Starego Miasta, przy Kamiennych Schodkach, przydzielonym w 1952 jej pierwszemu mężowi przez ówczesnego ministra kultury i sztuki. W ostatnich latach życia podupadła na zdrowiu i unikała kontaktów publicznych. W 2014 musiała poddać się poważnemu leczeniu szpitalnemu, po którym na czas rekonwalescencji znalazła się w Domu Opieki w Legionowie pod Warszawą, gdzie zmarła 28 września. Została pochowana 3 października 2014 w grobie rodzinnym na cmentarzu Powązkowskim w Warszawie (kwatera 169-5-20).

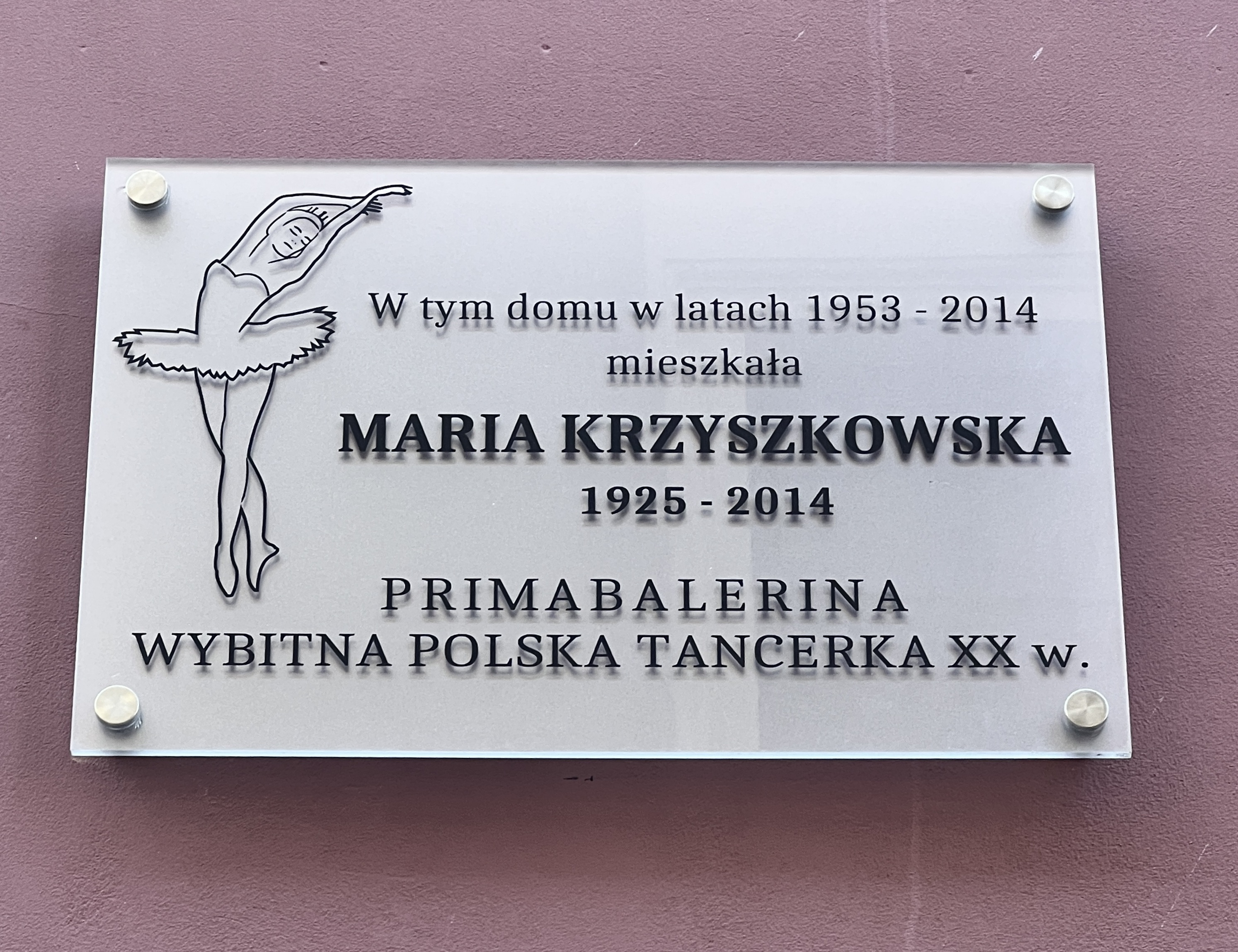
Tablica na budynku przy Rynku Starego Miasta w Warszawie upamiętniająca Marią Krzyszkowską

## Odznaczenia i nagrody
Była najczęściej odznaczaną artystką polskiego baletu w okresie Polski Ludowej; otrzymała kolejno:
- 1953: Złoty Krzyż Zasługi
- 1955: Medal 10-lecia Polski Ludowej[13]
- 1956: Złoty Krzyż Zasługi
- 1964: Krzyż Kawalerski Orderu Odrodzenia Polski
- 1967: Nagroda Ministra Kultury i Sztuki II stopnia
- 1969: Odznaka „Zasłużony Działacz Kultury”
- 1971: Krzyż Oficerski Orderu Odrodzenia Polski
- 1974: Medal 30-lecia Polski Ludowej
- 1978: Złota Odznaka honorowa „Za Zasługi dla Warszawy”
- 1979: Order Sztandaru Pracy II klasy
- 1979: Dyplom Ministerstwa Kultury ZSRR[14]
- 1984: Medal 40-lecia Polski Ludowej
- 1985: Nagroda Ministra Kultury i Sztuki I stopnia
- 1986: Order Sztandaru Pracy I klasy
- 1987: Nagroda Miasta Stołecznego Warszawy
- 1988: Krzyż Oświęcimski
- 1989: Odznaka tytułu honorowego „Zasłużony dla Kultury Narodowej”
- 2006: Złoty Medal „Zasłużony Kulturze Gloria Artis”[15]
- 2006: Statuetka „Arion” – nagroda ZASP za całokształt twórczości scenicznej w dziedzinie teatru muzycznego